# Харківська НК
Харківська НК, Харківська губернська Надзвичайна комісія з боротьби з контрреволюцією та саботажем (відома також як харківська надзвичайка) — територіальний орган ВНК при РНК РРФСР, а потім НК УРСР у Харкові в період з січня 1919 року по лютий 1922 року. З 1919 року будинки Харківської НК розташовувалися за адресами: вулиця Сумська, 82 (основне, будинок Бергера, 5 поверхів), вулиця Сумська, 61 (будинок Йозефовича, нині — Палац Одруження), вулиця Сумська, 47 (двоповерхове) та вулиця Чайковська, 16 (для заручників, двоповерхове).

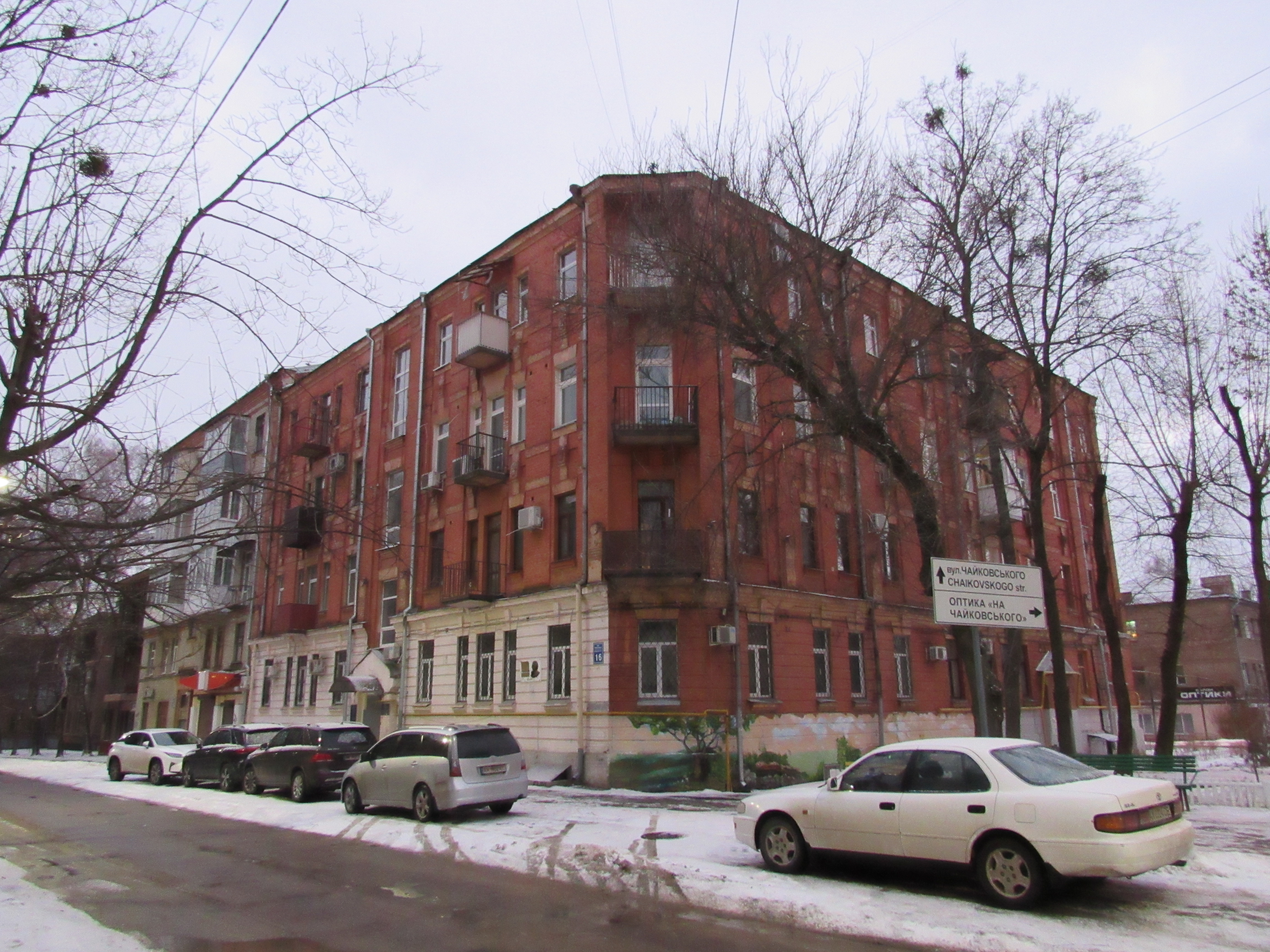
Будинок Харківської НК на вул. Чайковській

Діяльність Харківської НК було припинено у лютому 1922 року, у зв'язку з передачею повноважень Головному політичному управлінню (ГПУ).

## Голови Харківської НК
- С. І. Покко — голова губчека з січня 1919 року.
- В. Н. Блінов — голова губчека з грудня 1919 по травень 1920.[3]
- І. А. Меніцький — голова Харківської НК з червня 1920 року .
- С. Ф. Реденс — начальник Харківської губНК з серпня по грудень 1920 року .
- І. С. Радін — начальник Харківської НК, грудень 1920 року — липень 1921 року .
- А. Т. Танцура — з 1921 року .
- К. Г. Саджая — заступник начальника Харківської НК у 1920–1921 рр., начальник Харківської НК у 1922 році .
- С. А. Саєнко — комендант харківського концентраційного табору за адресою вул. Чайковська, 16, у першій половині 1919 року[4].

## Харківська НК у Червоному терорі
Система органів місцевої губернської територіальної надзвичайної комісії з боротьби з контрреволюцією та саботажем почала активно формуватися після проголошення радянської влади у Харкові в грудні 1917 року, однак робота зі створення даного відомства була зупинена через вступ до міста німецьких військ навесні 1918 року. Активно ця регіональна структура почала діяти лише з січня 1919 року, після взяття міста частинами Червоної армії та повторного встановлення у ньому «диктатури пролетаріату».
Основною метою діяльності Харківської НК був захист національної безпеки новоствореної радянської республіки, а також боротьба з контрреволюцією у місті. У своїй роботі міська «надзвичайка» з 1919 року керувалася відомою постановою РНК про Червоний терор від 5 вересня 1918 року та іншими декретами радянського уряду, тому застосовувалися дуже жорстокі заходи боротьби з контрреволюцією в Харкові. У першій половині 1919 року у місті при територіальному відомстві НК було створено табір на кшталт концентраційного. Згідно з свідчення одного з противників більшовиків, історика Сергія Мельгунова, харківською радянською владою табір був охрещений «табором для буржуїв», але, попри це, його полоненими були представники всіх станів включно з селянами. Спеціально обладнане місце знаходилося в колишній будівлі Харківської каторжної в'язниці, а посаду коменданта в ній обіймав Степан Афанасійович Саєнко, робітник, основною роботою якого була столярна справа. За деякими даними, за часів Російської імперії він був засуджений і сам відбував термін на каторзі за кримінальні злочини.
Документальну оцінку діям Харківської надзвичайної комісії у першій половині 1919 року, у період присутності в місті влади Збройних сил Півдня Росії, намагалася дати Особлива слідча комісія з розслідування злочинів більшовиків, створена при головнокомандувачі ВРЮР, вона працювала вже в другій половині того ж року.

## Харківська НК у грудні 1919— лютому 1922р.р

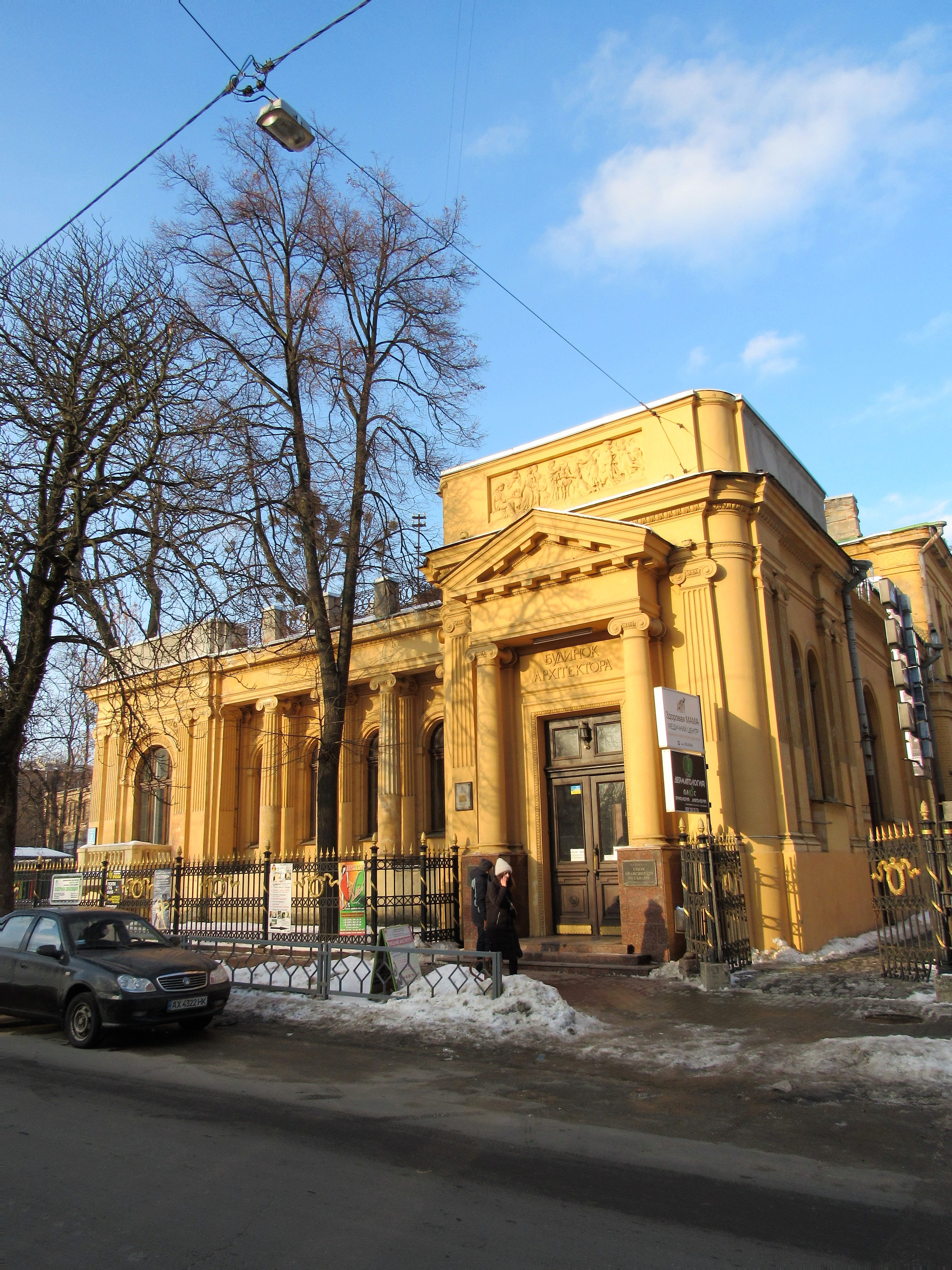
Будинок Харківської НК на вул. Дарвіна

Будинок місцевої Надзвичайної комісії розташовувався у колишньому особняку купця Рижова (нині Будинок архітектора) на Садово-Куликівській вулиці (нині вул. Дарвіна).
Будинок 9 по вулиці Дарвіна (раніше Садово-Куликівській) знаходиться колишній особняк купця Рижова (архітектор В. Величко, 1912 р.), зведений у стилі неоренесансу. Це одна з небагатьох будівель міста, що майже повністю збереглася ззовні та всередині. Фасади будинку прикрашені колонами та пілястрами іонічного ордера, парапетом зі скульптурним фризом над входом та фігурною балюстрадою. Не менш розкішні інтер'єри — вестибюль і парадний білий зал у формах пізнього класицизму, зелена їдальня, що нагадує романські замки, — з каміном, шафою, комодом, різьбленою дубовою стелею і стінами зі штучного мармуру. Зі їдальні — вихід на велику терасу внутрішнього саду з витонченою напівротондою, що збереглася. У перші роки радянської влади у цій будівлі розміщувалася НК.

## Думки про Харківську НК
Поет Велемир Хлєбников, який був очевидцем подій Червоного терору в Харкові наприкінці першої половини 1919 року у своїй поемі «Председатель чеки» (присвяченій коменданту міського концтабору С. Саєнко), написав такі рядки про Харківську надзвичайну комісію:
Дом чеки стоял на высоком утёсе из глины, На берегу глубокого оврага, И задними окнами повернут к обрыву.
Оттуда не доносилось стонов.
Мертвых выбрасывали из окон в обрыв.
Китайцы у готовых могил хоронили их.
Ямы с нечистотами были нередко гробом, Гвоздь под ногтем — украшением мужчин.
Замок чеки был в глухом конце

Большой улицы на окраине города, И мрачная слава окружала его замок смерти, Стоявший в конце улицы с красивым именем писателя.

## Харківська НК у літературі
- А. Нагорный, Г. Рябов. Я — из контрразведки. — М : Издательство ЦК ВЛКСМ «Молодая гвардия», Том 5 — 1981. — (Библиотека героики и приключений "Подвиг", приложение к журналу «Сельская молодёжь») — 300000 прим.
- И. Болгарин, В. Смирнов. кн. 3: Милосердие палача. кн. 4: Багровые ковыли // Адъютант его превосходительства (эпопея в 4-х книгах). — Кызыл, Балашиха : АСТ, Астрель, 2004. — 655 с. — (Великая судьба России) — 5000 прим. — ISBN 5-17-019935-X.
- Двигубский А.М. Отчёт о деятельности Харьковского разведывательного центра. Составлен полковником Двигубским, начальником Харьковского центра разведывательного отделения штаба Главнокомандующего Вооружёнными силами Юга России в июне 1919 года.. — Харьков : Харьковский частный музей городской усадьбы, 2007. — 56 с. — 300 прим. — ISBN 978-966-8246-77-7.
- Зуб Э. И. Харьковская ЧеКа. Прощание с мифами. — Харьков : ПП Райдер, 2012. — 76 с. — (Харьков в войне) — 1000 прим. — ISBN 978-966-1511-27-8.